# Icius testaceolineatus
Icius testaceolineatus là một loài nhện trong họ Salticidae.
Loài này thuộc chi Icius. Icius testaceolineatus được Hippolyte Lucas miêu tả năm 1846.